# Зечевич, Александар
Александар Зечевич (род. 3 октября 1996, Нови-Сад, СРЮ) — сербский баскетболист, играющий на позиции центрового.

## Карьера
Зечевич родился в Футоге, пригороде Нови Сада. С 6 лет тренировался в местных клубах, а в 2015 году уехал в США и поступил в Scotland Performance Institute, где готовился к поступлению в колледж.
В сезоне 2016/2017 Зечевич играл за колледж Мотлоу (штат Теннесси) в юниорской NCAA, а в сезоне 2017/2018 — за колледж Сан-Джасинто (штат Калифорния).
В 2018 году Зечевич поступил во «Флоридский атлантический университет и присоединился к Флоридским совам», выступавшим в NCAA. С ними он провел 2 года, и в сезоне 2019/2020 его статистика в 32 играх составила 6,2 очка, 4,5 подбора.
В 2020 году Зечевич вернулся в Европу и начал профессиональную карьеру в словацком клубе «Гандлова».
Сезон 2021/2022 Зечевич начинал в «Харьковских Соколах».
В марте 2022 года Зечевич перешёл в «Бней Герцлия» с которой стал серебряным призёром чемпионата Израиля.
В сезоне 2022/2020 Зечевич выступал за «Зелёна-Гура». В чемпионате Польши Александар набирал 10,3 очка, 4,8 подбора и 1,4 передачи. В Северной европейской баскетбольной лиге его статистика составила 11,4 очка и 6,4 подбора.
В августе 2023 года Зечевич подписал контракт с «Нижним Новгородом». В 3 матчах Единой лиги ВТБ Александар набирал 1,3 очка и 0,7 подбора.
В ноябре 2023 года Зечевич перешёл в «Минск». В составе команды Александар стал бронзовым призёром Кубка Беларуси. В 17 матчах Единой лиги ВТБ его статистика составила 8,7 очка, 4,4 подбора, 0,8 передачи. В феврале 2024 года Зечевич и «Минск» приняли решение прекратить сотрудничество по соглашению сторон.

## Достижения
- Серебряный призёр чемпионата Израиля: 2021/2022
- Бронзовый призёр Кубка Беларуси: 2023